# Raión de Vileyka
Vileyka (en bielorruso: Вілейскі раён) es un raión o distrito de Bielorrusia, en la provincia (vóblast) de Minsk. 
Comprende una superficie de 2 454 km².
El centro administrativo es la ciudad de Vileika.

## Demografía
Según estimación 2010 contaba con una población total de 52 053 habitantes.

## Subdivisiones
Comprende la ciudad subdistrital de Vileika y once consejos rurales:
- Asípavichy
- Viazyn
- Dauhínava
- Izha
- Ilya
- Kryvoye Sialó
- Kuranets
- Liuban
- Liudvinova
- Nárach
- Jatsénchytsy